# Де ла Куэста, Паул
Паул де ла Куэста (исп. Paul de la Cuesta; род. 28 ноября 1988, Сан-Себастьян, Испания) — испанский горнолыжник, член олимпийской сборной Испании по горным лыжам на зимних Олимпийских играх 2010.

## Результаты
На зимних Олимпийских играх 2010 принимал участие в гигантском слаломе, супергиганте и в скоростном спуске, в которых показал 32-й (гигантский слалом), 35-й (супергигант) и 51-й (скоростной спуск) результаты.

## Победы на чемпионатах Испании (3)
| № | Дата        | Место         | Дисциплина            |
| - | ----------- | ------------- | --------------------- |
| 1 | 16 мар 2005 | Бакейра-Берет | Супергигант           |
| 2 | 17 мар 2005 | Бакейра-Берет | Гигантский слалом     |
| 3 | 7 апр 2010  | Канданчу      | Гигантский слалом (2) |